# Jüdischer Friedhof (Kosova Hora)
Koordinaten: 49° 39′ 1,8″ N, 14° 28′ 22,7″ O

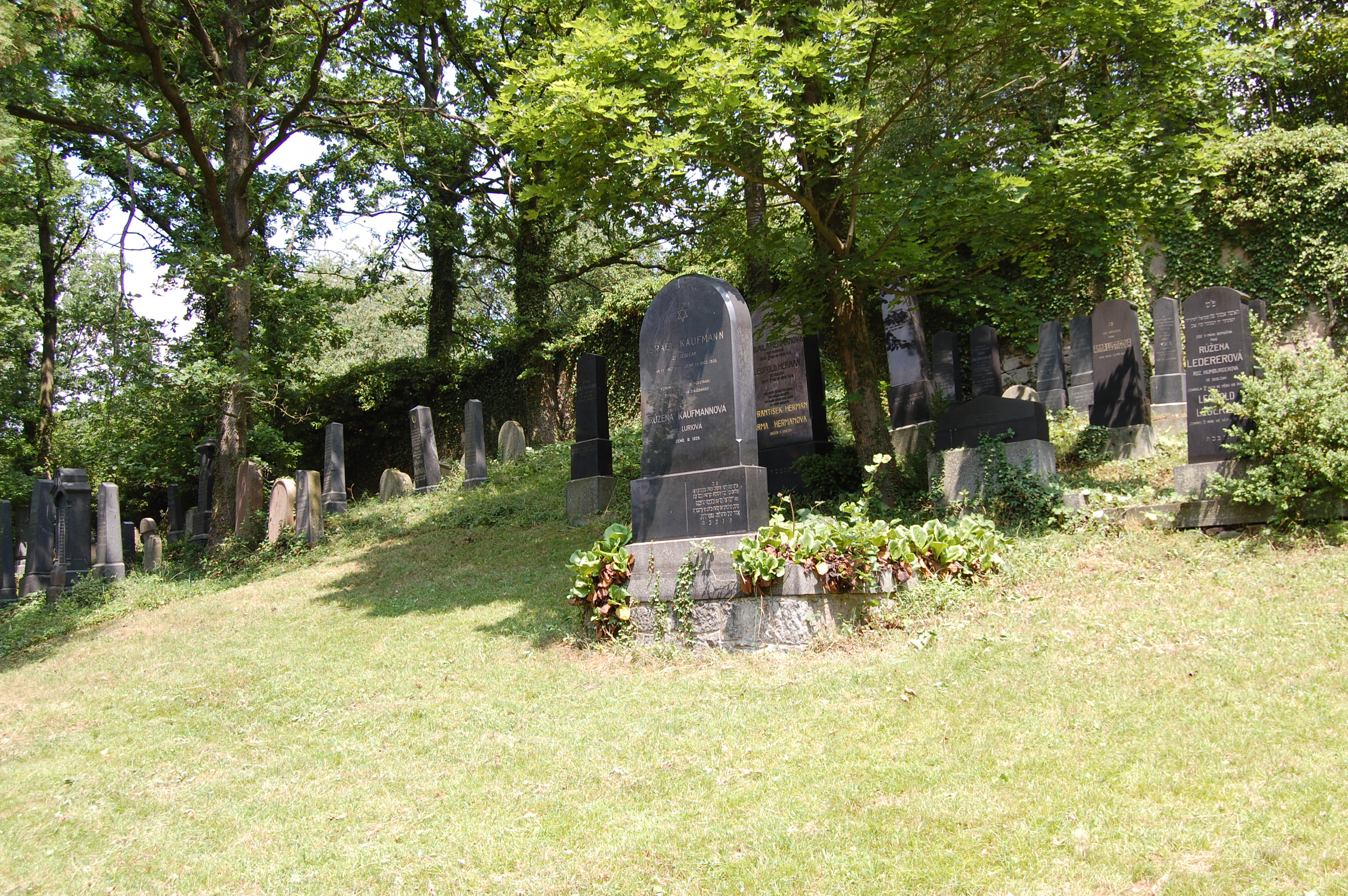
Jüdischer Friedhof in Amschelberg

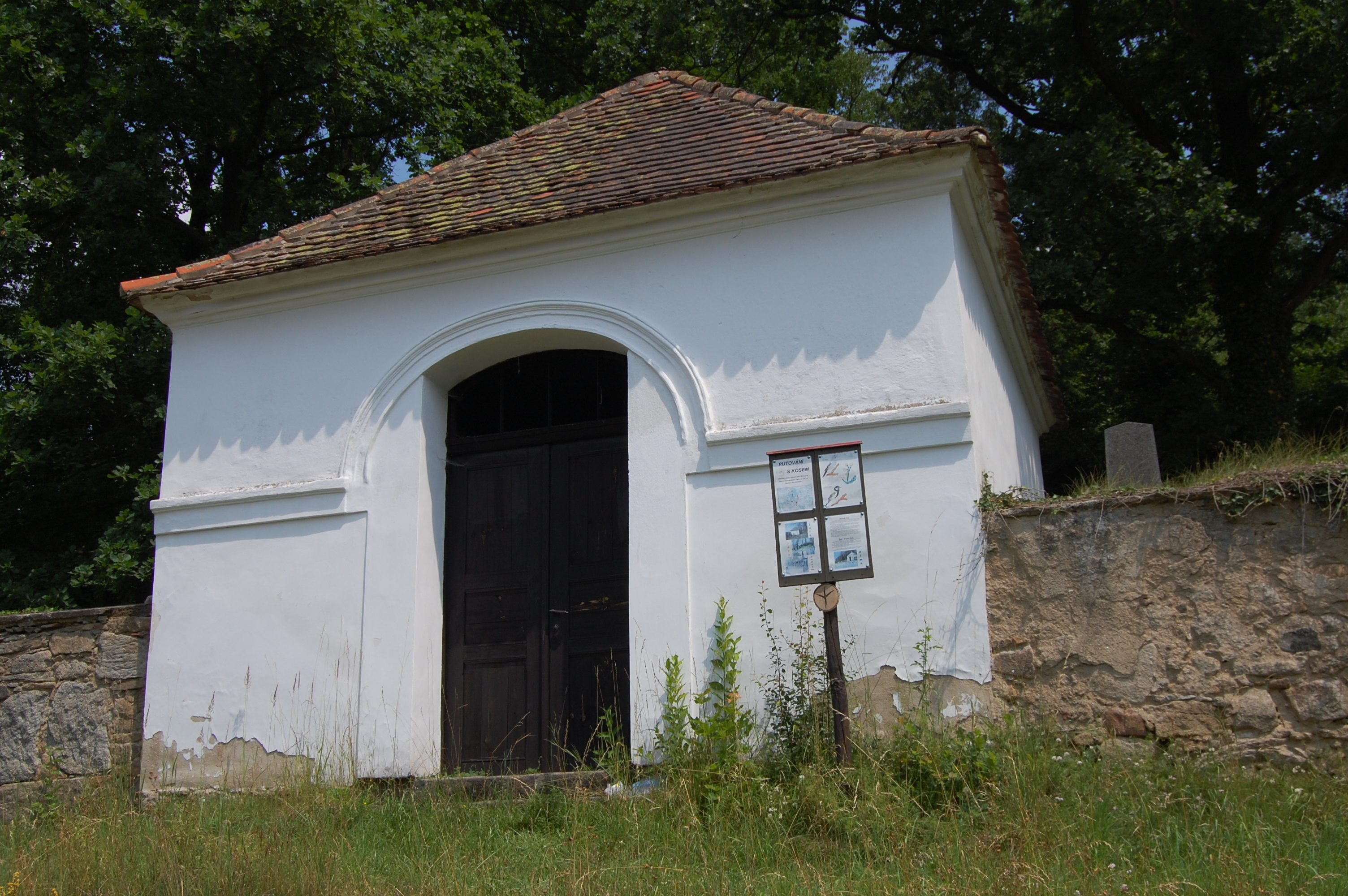
Taharahaus

Der jüdische Friedhof in Kosova Hora (deutsch Amschelberg), einer Gemeinde im tschechischen Okres Příbram der Region Středočeský kraj (Mittelböhmische Region), wurde im 16. Jahrhundert errichtet. Der jüdische Friedhof ist ein geschütztes Kulturdenkmal.
Der jüdische Friedhof in Kosova Hora soll bereits 1580 angelegt worden sein. Die ältesten lesbaren Grabsteine stammen aber aus der zweiten Hälfte des 18. Jahrhunderts.